# Cselopek (Brvenica)
Cselopek (macedónul: Челопек, albánul Çellopeku) település Észak-Macedóniában, a Pologi körzet Brvenicai járásában.

## Népesség
| Lakosok száma | 2733 | 2893 | 3196 | 3801 | 4731 | 550  | 4876 | 5287 | 4459 |
|               | 1948 | 1953 | 1961 | 1971 | 1981 | 1991 | 1994 | 2002 | 2021 |

2002-ben 5 287 lakosa volt, akik közül 4 803 albán, 463 macedón, 2 török, 1 szerb és 18 egyéb.